# Catocala beutenmuelleri
Catocala beutenmuelleri là một loài bướm đêm trong họ Erebidae.